# Grammopsis fallax
Grammopsis fallax är en skalbaggsart som först beskrevs av Auguste Lameere 1893.  Grammopsis fallax ingår i släktet Grammopsis och familjen långhorningar.
Artens utbredningsområde är:
- Guyana.
- Surinam.
- Venezuela.

Inga underarter finns listade i Catalogue of Life.